# Stade Gürsel-Aksel
Le stade Gürsel-Aksel, nom complet en turc Gürsel Aksel Spor ve Sağlıklı Yaşam Merkezi (stade et centre de bien-être Gürsel-Aksel), est un stade basé à Izmir (Turquie). Il est uniquement utilisé pour les rencontres de football. Le stade est nommé d'après un ancien joueur de Göztepe SK, Gürsel Aksel qui fit toute sa carrière au club.

## Histoire
L'ancien stade de la ville construit en 1949 est renommé en stade Gürsel-Aksel en 1978. Il comportait une piste d'athlétisme. 
En 2016, il sera démoli pour laisser place à un complexe plus moderne. La construction du nouveau stade commence le 9 septembre 2017. Contrairement à la vague de rénovations des stades en Turquie, le nouveau stade reste en centre ville. Le terrain de football se trouve presque sept mètres au dessus du niveau initial, pour permettre la réalisation d'un parking souterrain et d'une zone commerciale. Le stade abrite également les bureaux et le musée du club.
Les visiteurs peuvent accéder par ascenseur sur le toit du stade et accéder à une promenade panoramique de 650 mètres de long.
Le 26 janvier 2020, le stade est inauguré avec le match du Göztepe SK contre le Besiktas JK (2-1), match comptant pour la 19e journée du championnat de Turquie.